# White Knight (film)
 (novembre 2022).
Pour plus de détails, voir Fiche technique et Distribution.
White Knight est un film documentaire indien réalisé par Aarti Shrivastava. Le personnage principal est Chewang Norphel, un ingénieur de 78 ans à Leh, Ladakh, qui, au cours des 15 dernières années, a inventé et mis en œuvre une technologie qui aide à fournir une solution à une catastrophe écologique créée par le changement climatique.

## Synopsis
Le film montre comment le Ladakh est aux prises avec une situation alarmante de pénurie d'eau. Dans un désert de haute altitude où la fonte des glaciers a été la source traditionnelle d'eau douce, une planète plus chaude bouleverse les modes de vie et l'écologie. Les glaciers fondant plus vite, l'eau douce est précieuse. La solution de Norphel utilise le bon sens et la science observationnelle élémentaire pour créer des glaciers artificiels.

## Fiche technique
- Titre : White Knight
- Réalisation : Aarti Shrivastava
- Musique : Daniel Arlington
- Photographie : Madhav Salunke
- Montage : Pranav Patel
- Pays :  Inde
- Genre : Documentaire
- Dates de sortie : 
  -  Inde : 6 août 2012

## Récompenses
- Film d'ouverture Water Doc Film Festival Canada[3]
- Sélection officielle Festival international du film de Jaipur 2013[4]
- Sélection officielle Festival du film sud-asiatique Canada 2012[5]
- Sélection officielle Colorado Film Festival 2013[6]
- Mention spéciale Women Deliver Cinema Corner Conference[7]